# Zig Ziglar
Hilary Hinton “Zig” Ziglar (n. 6 noiembrie 1926 - d. 28 noiembrie 2012) a fost un autor american de cărți de literatură motivațională. S-a născut in Alabama, a avut 11 frați și surori și a rămas orfan de tată la vârsta de 6 ani. Încă din clasele primare  prietenii i-au spus Zig. S-a înscris la colegiu, la care ulterior a renunțat începând să lucreze ca agent de vânzări. A călătorit prin lume decenii întregi ținând discursuri despre cum sa-ți trăiești viața din plin. În 1975, i-a fost publicată prima carte, care a devenit bestseller. În total, a scris 30 de cărți - despre dezvoltare personală, vânzări, leadership, etică, performanță, persuasiune, succes profesional și personal dar și despre relații de cuplu. Noua din ele au figurat ca Bestseller in diverse topuri . Acestea sunt: Ne vedem in Top, Dincolo de vârf, Putem creste copii buni intr-o lume Negativă, Secretul căsniciei fericite, Curs de vânzări , Gândește optimist intr-o lume cenușie.
A fondat compania Ziglar Inc., pe care a condus-o în calitate de președinte. Încă de la început, menirea companiei a fost aceea de a-i ajuta pe cei care au dorit să-și pună în valoare toate resursele fizice, intelectuale și spirituale.
Sute de organizații din lumea întreagă îi studiază cărțile, programele video și casetele audio, sau participă la cursurile companiei sale de formare a angajaților.